# Misericordiae vultus
Misericordiæ vultus (en français : Le visage de la Miséricorde) est une bulle d'indiction proclamant une année sainte extraordinaire, sous le signe d'un jubilé de la Miséricorde. Ce document a été promulgué le samedi 11 avril 2015 à l'occasion des premières vêpres du dimanche de la divine Miséricorde.

## Promulgation
La bulle a été présentée le 11 avril 2015, à l'occasion des première vêpres du dimanche de la divine miséricorde. Des extraits en ont été lus devant la Porte Sainte de la basilique Saint-Pierre par le régent de la maison pontificale Mgr Leonardo Sapienza (it) en présence du pape François et de nombreux cardinaux et évêques. La bulle a ensuite été remise aux archiprêtres des quatre basiliques majeures, ainsi qu'à des représentants de l’Église des différentes parties du monde.

## Structure de la bulle
La bulle, composée de 25 paragraphes, donne dans les premiers paragraphes des explications théologiques et spirituelles sur la miséricorde et y souligne le « mystère de la miséricorde »:
- § 1-2 : les raisons d'un jubilé de la miséricorde
- § 3-5 : les dates de l'année jubilaire
- § 6-7 : la miséricorde comme qualité propre de Dieu le Père à partir de l'Ancien Testament
- § 8-9 : Jésus-Christ, visage de la miséricorde du Père par ses œuvres et ses paroles
- § 10-12 : la miséricorde dans la vie de l’Église et dans son enseignement récent[4]
- § 13 : la devise du jubilé : Miséricordieux comme le Père
- § 14 : le pèlerinage, signe de conversion
- § 15-16 : les œuvres de miséricorde, corporelles et spirituelles : « Redécouvrons les œuvres de miséricorde corporelles : donner à manger aux affamés, donner à boire à ceux qui ont soif, vêtir ceux qui sont nus, accueillir les étrangers, assister les malades, visiter les prisonniers, ensevelir les morts. Et n’oublions pas les œuvres de miséricorde spirituelles : conseiller ceux qui sont dans le doute, enseigner les ignorants, avertir les pécheurs, consoler les affligés, pardonner les offenses, supporter patiemment les personnes ennuyeuses, prier Dieu pour les vivants et pour les morts. »[5]
- § 17 : pendant le carême de cette année jubilaire, les « 24 heures pour le Seigneur »[6], pour favoriser la pratique de la confession
- § 18 : les Missionnaires de la miséricorde, prédicateurs et confesseurs envoyés par le Pape, qui pourront absoudre quatre des six péchés habituellement réservés au Siège apostolique : la profanation des espèces consacrées, la violence physique contre la personne du pape, l’absolution du complice contre le 6e commandement (vocation à la chasteté), la violation directe du secret de la confession
- § 19 : appel à la conversion, en particulier pour ceux qui sont membres d'une organisation criminelle et ceux qui sont fautifs ou complices de corruption
- § 20-21 : rapports entre justice et miséricorde
- § 22 : sens de l'indulgence
- § 23 : rapport avec le judaïsme, l'Islam et les autres traditions religieuses
- § 24 : avec Marie, mère de miséricorde et Sainte Faustine Kowalska
- § 25 : exhortation conclusive

## Les dates de l'Année Sainte
La Bulle proclame le 8 décembre 2015, jour marquant le 50e anniversaire de la clôture du concile Vatican II comme date d'ouverture de l'Année Sainte car, selon François, « l’Église ressent le besoin de garder vivant cet événement. ». la clôture de l'année sainte est prévue au 30 novembre 2016